# Okżetpes Kokczetaw (piłka nożna kobiet)
Okżetpes Kokczetaw (kaz. «Оқжетпес» ӘФК) – kobieca sekcja piłki nożnej kazachskiego klubu sportowego Okżetpes Kokczetaw, mający siedzibę w mieście Kokczetaw, na północy kraju, występujący od 2002 roku w rozgrywkach Əyelder Ligasy. 

## Historia
Chronologia nazw:
- 2002: Żerim Kokczetaw (kaz. «Жерім» ӘФК (Көкшетау))
- 2005: Żerim-KU Kokczetaw (kaz. «Жерім-КУ» ӘФК (Көкшетау))
- 2012: Koksze Kokczetaw  (kaz. «Көкше» ӘФК (Көкшетау))
- 2017: Okżetpes Kokczetaw (kaz. «Оқжетпес» ӘФК (Көкшетау))

Kobieca drużyna piłkarska Żerim została założona w Kokczetawie w 2002 roku. 
Zespół startował w rozgrywkach Əyelder Ligasy. Od 2005 roku nazwa klubu brzmiała Żerim-KU, gdzie KU - to skrót Uniwersytetu Kokczetaw. W 2008 zespół po raz pierwszy zdobył wicemistrzostwo kraju. W 2011 roku nazwa klubu została zmieniona na Koksze w wyniku połączenia dwóch miejscowych klubów instytucji edukacyjnych: Akademii Żerim i Uniwersytetu Kokczetaw Żerim-KU. W 2016 roku ze względu na sytuację finansową zespół był bliski rozwiązania. W związku z zaistniałą sytuacją klub zrezygnował z udziału w sezonie 2016. W sezonie 2017 z nazwą Okżetpes zespół ponownie startował w Əyelder Ligasy, zdobywając kolejne wicemistrzostwo kraju. W sezonie 2020/21 debiutował w rozgrywkach Ligi Mistrzyń UEFA. 

## Barwy klubowe, strój, herb, hymn
|  |  |

Klub ma barwy niebiesko-białe. Piłkarki domowe spotkania zazwyczaj grają w niebieskich koszulkach, niebieskich spodenkach oraz niebieskich getrach.

## Sukcesy

### Trofea międzynarodowe
| \| \| Zdobyte trofea w rozgrywkach międzynarodowych (stan na: 31-05-2023) \| |                                                                     |      |                  |
| Rozgrywki                                                                    | Osiągnięcie                                                         | Razy | Sezon(y)         |
| · Liga Mistrzyń UEFA                                                         | zdobywca                                                            | 0    |                  |
| · Liga Mistrzyń UEFA                                                         | finalista                                                           | 0    |                  |
| · Liga Mistrzyń UEFA                                                         | 1 r.kwalif.                                                         | 2    | 2020/21, 2021/22 |
| FIFA                                                                         | Zdobyte trofea w rozgrywkach międzynarodowych (stan na: 31-05-2023) |      |                  |

### Trofea krajowe
| \| \| Zdobyte trofea w rozgrywkach Kazachstanu (stan na: 31-12-2023) \| |                                                                |      |                                                      |
| Rozgrywki                                                               | Osiągnięcie                                                    | Razy | Sezon(y)                                             |
| Mistrzostwo                                                             | I miejsce                                                      | 0    |                                                      |
| Mistrzostwo                                                             | II miejsce                                                     | 7    | 2008, 2009, 2017, 2018, 2019, 2020, 2022             |
| Mistrzostwo                                                             | III miejsce                                                    | 7    | 2010, 2011, 2012, 2014, 2015, 2021, 2023             |
| Puchar                                                                  | zdobywca                                                       | 0    |                                                      |
| Puchar                                                                  | finalista                                                      | 9    | 2006, 2008, 2009, 2010, 2013, 2014, 2015, 2018, 2021 |
| Kazachstan                                                              | Zdobyte trofea w rozgrywkach Kazachstanu (stan na: 31-12-2023) |      |                                                      |

## Poszczególne sezony

### Rozgrywki międzynarodowe

#### Europejskie puchary
Klub 2 razy uczestniczył w rozgrywkach europejskich.

### Rozgrywki krajowe
| \| Kazachstan \| Bilans występów klubu w rozgrywkach piłkarskich Kazachstanu (Stan na 31 grudnia 2023 r.) \| \| |                                                                                          |        |       |   |   |   |    |    |     |                    |        |        |      |
| Poziom | Rozgrywki                                                                                | Sezony | Mecze | Z | R | P | B+ | B– | Pkt | Lata               | Awanse | Spadki | Naj. |
| I | Əyelder Ligasy                                                                           | 21     |       |   |   |   |    |    |     | 2002–2015, od 2017 | 0      | 0      | 2    |
| | Puchar Kazachstanu                                                                       | 17     |       |   |   |   |    |    |     | 2006–2015, od 2017 | 0      | 0      | 2    |
| Kazachstan | Bilans występów klubu w rozgrywkach piłkarskich Kazachstanu (Stan na 31 grudnia 2023 r.) |        |       |   |   |   |    |    |     |                    |        |        |      |

## Piłkarki, trenerzy, prezydenci i właściciele klubu

### Trenerzy
- od 19.04.2020–04.2022:  Ajtpaj Dżamantajew
- od 04.2022:  Begaim Kirgizbajewa

## Struktura klubu

### Stadion
Drużyna rozgrywa swoje mecze domowe w Kokczetawie na stadionie Żastar, który może pomieścić 3.000 widzów.

## Kibice i rywalizacja z innymi klubami

### Derby
- Wostok-SzKU